# The Movie Album
The Movie Album (рус. Киноальбом) — 60-й альбом американской певицы и актрисы Барбры Стрейзанд, вышедший в 2003 году. Альбом составляют 12 кавер-версий песен из любимых фильмов певицы, вышедших с 1935 по 1988 год, записанные на съемочных площадках в различных студиях Калифорнии в июне и июле 2003 года в сопровождении кинооркестра из 75 музыкантов.

## Список композиций
1. Smile — 4:16
музыка Чарли Чаплина; слова Джона Тёрнера и Джефри Пэрсона; из фильма «Новые времена» (1936)
2. Moon River — 3:41
музыка Генри Манчини; слова Джефри Мэрсона; из фильма «Завтрак у Тиффани» (1961)
3. I’m in the Mood for Love — 4:01
музыка Джимми МакХью; слова Дороти Филдз; из фильма «Каждую ночь в восемь» (1935)
4. Wild Is the Wind — 4:12
музыка Дмитрия Тёмкина; слова Нэда Вашингтона; из фильма «Дикий ветер» (1957)
5. Emily — 3:45
музыка Джонни Мэндела; слова Джонни Мэрсена с новыми слова Алана Бергмана и Мэрилин Бергман; из фильма «Американизация Эмилии» (1964)
6. More in Love With You — 4:41
музыка Андрэ Прэвина; слова Алана Бергмана и Мэрилин Бергман; из фильма «Четыре всадника Апокалипсиса» (1962)
7. How Do You Keep the Music Playing? — 5:08
музыка Мишеля Леграна; слова Алана Бергмана и Мэрилин Бергман; из фильма «Лучшие друзья» (1982)
8. But Beautiful — 5:34
музыка Джимми Ван Хьюсона; слова Джимми Бёрка; из фильма «Дорога в Рио» (1947)
9. Calling You — 4:57
музыка и слова Роберта Тэлсона; из фильма «Багдадское кафе» (1988)
10. The Second Time Around — 4:33
музыка Джимми Ван Хьюсона; слова Сэмми Кана; из фьльма «Пора» (1960)
11. Goodbye for Now — 2:48
музыка и слова Стивена Сондхайма; из фильма «Красные» (1981)
12. You’re Gonna Hear From Me — 4:06
музыка Андрэ Прэвина; слова Дори Прэвин; из фильма «Внутренний мир Дэйзи Кловер» (1965)

## Места в чартах
| Чарт                    | Место | Сертификат | Продано |
| ----------------------- | ----- | ---------- | ------- |
| Billboard 200           | 5     | Золотой    | 500 000 |
| UK Albums Chart         | 25    |            |         |
| Canadian Albums Chart   | 10    |            |         |
| Spanish Album Charts    | 12    |            |         |
| Australian Albums Chart | 36    | Золотой    | 75 000  |
| French Albums Chart     | 47    |            |         |
| German Albums Chart     | 85    |            |         |